# Glaphyra planicollis
Glaphyra planicollis är en skalbaggsart som beskrevs av Tatsuya Niisato och Ohbayashi N. 2004. Glaphyra planicollis ingår i släktet Glaphyra och familjen långhorningar. Inga underarter finns listade i Catalogue of Life.